# Tinissa cinerascens
Tinissa cinerascens là một loài bướm đêm thuộc họ Tineidae. Nó được tìm thấy ở New Guinea và các đảo bao quanh và ngoài bờ biển bang Queensland.
Ấu trùng có lẽ ăn nấm mọc trên cây rừng.